# Nižbor (zámek)
Nižbor (dříve Miesenburg nebo Nižburk) je hrad přestavěný na zámek ve stejnojmenné obci v okrese Beroun. Založen byl ve třináctém století králem Přemyslem Otakarem II. Královským hradem zůstal, i přes četné zástavy, až do roku 1601, kdy jej Konrád Šanovec ze Šanova upravit v renesančním slohu. Mezi další významné rody, které Nižbor vlastnily, patří Šternberkové, Kolovratové, Schwarzenbergové nebo Valdštejnové, za nichž byl přestavěn na barokní zámek, který je chráněn jako kulturní památka ČR.

## Historie
Původní název hradu Miesenburg je odvozen od řeky Mže, jak se původně nazývala Berounka. Na výrazné ostrožně nad řekou Mží ho nechal založit král Přemysl Otakar II., ale ve starší literatuře je za možného zakladatele pokládán již Václav I. Přemysl Otakar II. na hradě vydal v roce 1265 listinu, kterou povolil založení města Poličky, a zřídil zde úřad Podbrdského kraje. Hrad spravovali purkrabí. V letech 1278–1283 byl jedním z nich Dětřich Špaček z Kostelce. Nižbor byl oblíbeným hradem krále Václava II., který zde v letech 1284–1301 vydal řadu listin. Nechal také hrad rozšířit a lépe opevnit.
V roce 1307 se hradu zmocnil Vilém Zajíc z Valdeka, ale rok po jeho smrti v roce 1319 se navrátil do majetku koruny. Král Jan Lucemburský jej však zastavil bratrům Vavřinci a Peškovi z Janovic a saskému vévodovi Rudolfovi I. Po roce 1341 zde sídlil moravský markrabě Jan Jindřich. Král Karel IV. ve svém chystaném zákoníku Majestas Carolina uvedl Nižbor mezi hrady, které směl panovník zastavit nejdéle na dobu deseti let. Do zástavy se hrad dostal v roce 1384, kdy jej král Václav IV. zastavil Konrádovi ze Zlosiny, a později také svému číšníkovi Janu Kunatovi.

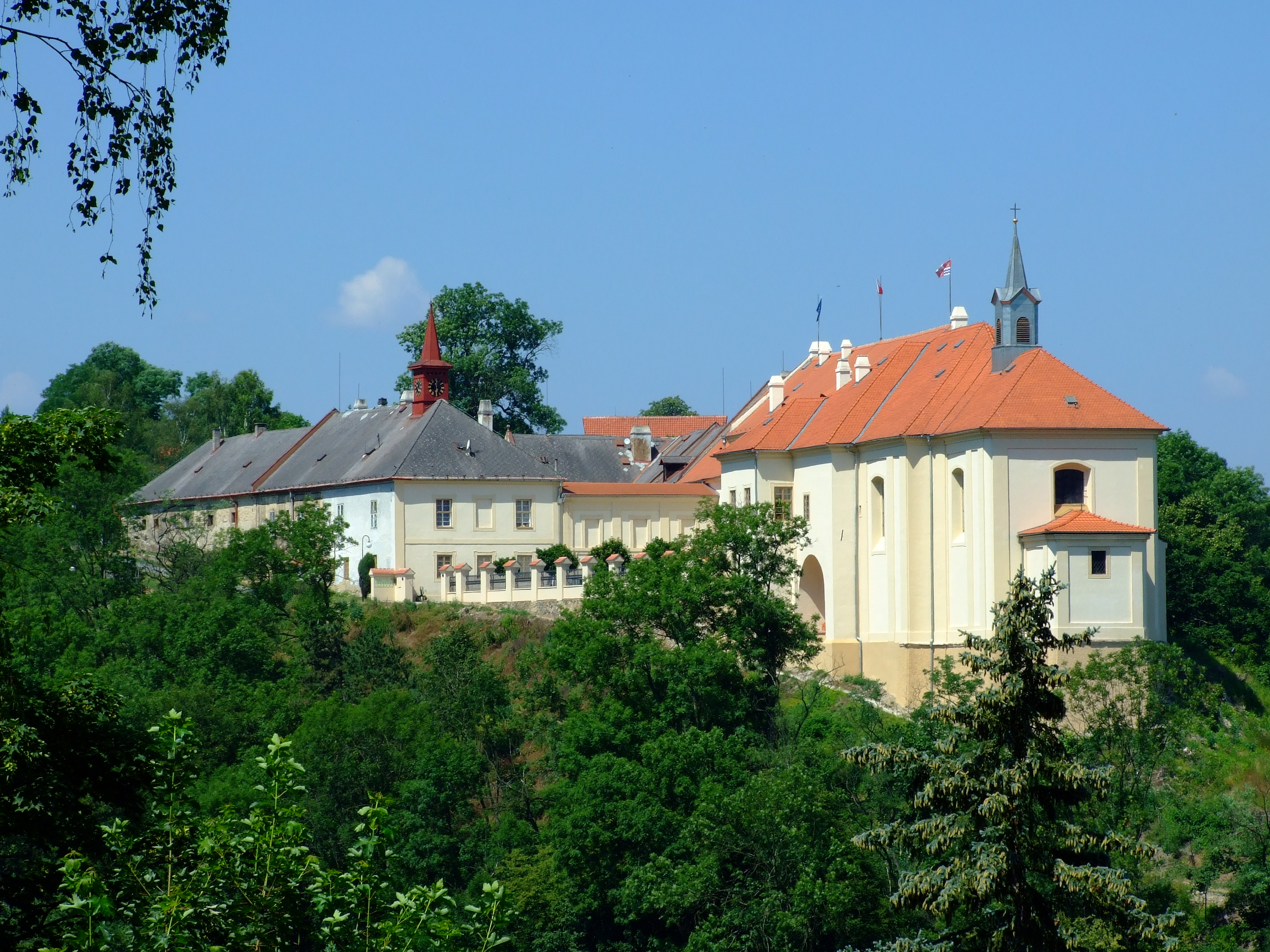
Pohled od jihu

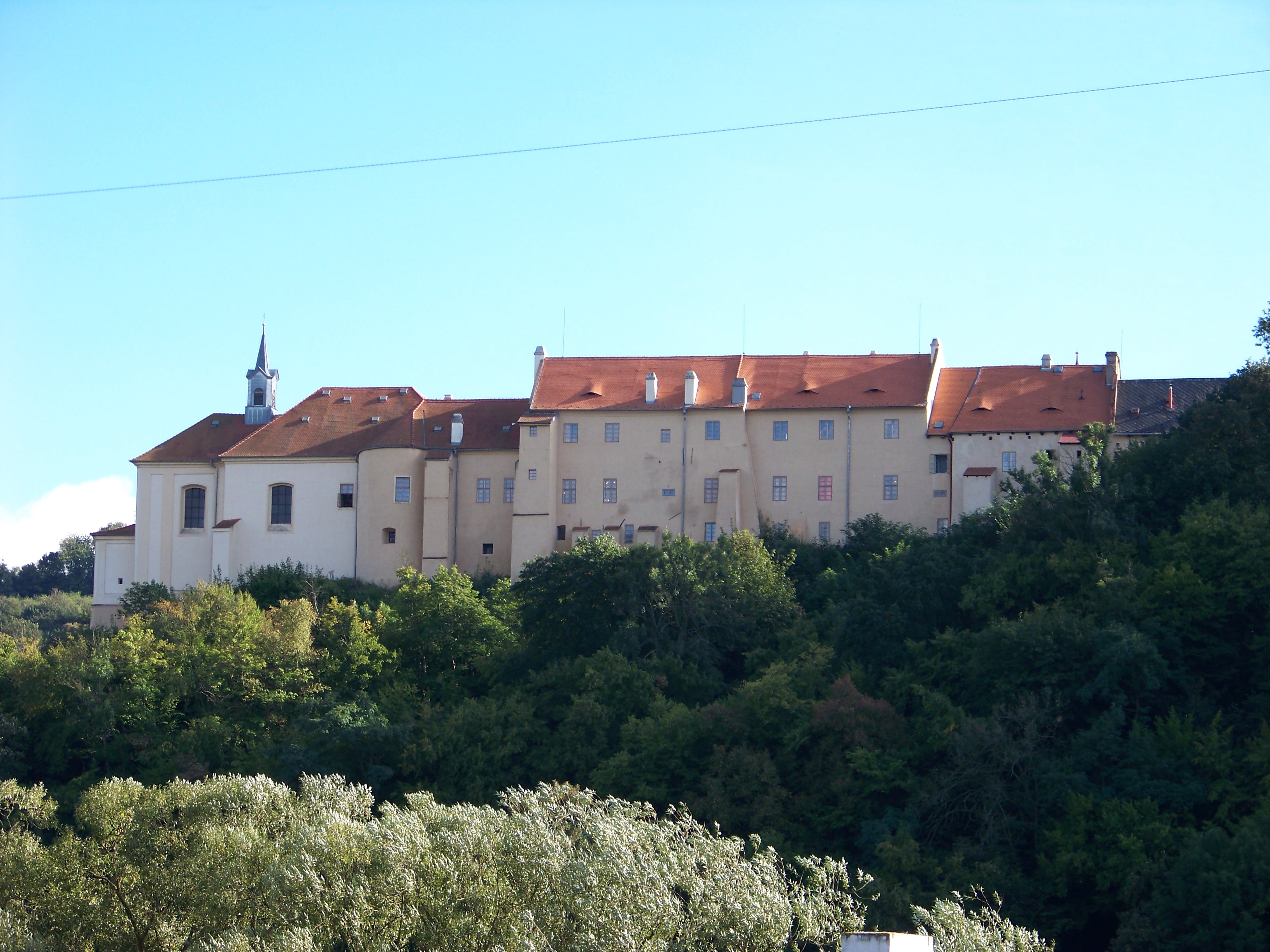
Severní strana hradu s patrnými zbytky okrouhlé věže a opěráky

Neudržovaný hrad byl roku 1425 snadno dobyl oddíl 120 husitů pod velením Otíka Lauta z Hlažovic, kteří však byli vzápětí poraženi vojskem Aleše ze Šternberka a Hanuše z Kolovrat, od kterých hrad převzal křivoklátský purkrabí Mikuláš Kapoun ze Smiřic, po němž ho zdědil jeho syn Petr. Za Kapounů byl hrad opraven. V roce 1510 Nižbor získal od krále Vladislava Jagellonského Jan Otto z Losu, jehož stejnojmenný syn nechal zchátralý hrad v roce 1538 opravit a zesílit jeho opevnění.
V roce 1601 císař Rudolf II. přenechal hrad jako svobodný statek komorníkovi a hejtmanovi Pražského hradu Konrádu Šanovcovi ze Šanova, který vzápětí zahájil jeho renesanční úpravy, kvůli kterým se velmi zadlužil. Nižbor byl potom na příkaz soudu prodán roku 1613 Fridrichu Mičanovi z Klinštejna za 33 tisíc kop grošů. O tři roky později převzal dědictví po otci Albrecht Mičan z Klinštejna, který se zúčastnil na straně povstalců českého stavovského povstání. Z obav před konfiskací majetku převedl Nižbor na svou manželku Magdalénu z Hodkova na Miletíně. Škody způsobené během třicetileté války byly opraveny.
Další majitelkou se po Magdaléně z Hodkova stala její vnučka Mandaléna Polyxena z Ladronu, rozená Valdštejnová, ale pro dluhy panství prodala roku 1664 Pavlu Morzinovi na Vrchlabí za 36 tisíc zlatých. V roce 1679 statek koupil kníže Jan Adolf I. ze Schwarzenbergu, který jej připojil ke Křivoklátu. Ferdinand Vilém Schwarzenberg však Nižbor roku 1685 prodal Arnoštu Josefovi z Valdštejna, jehož syn Jan Josef Valdštejn nechal renesanční zámek přestavět v barokním slohu. V roce 1731 zámek zdědila Anna z Valdštejna, která se provdala ze Josefa Viléma z Fürstenberka, jehož potomkům zůstal do roku 1929. Za nich byla v prvním patře zřízena knihovna kněžny Leontýny, která čítala pět tisíc svazků. Od konce čtyřicátých let dvacátého století byly na zámku byty a v roce 1971 byla kompletně opravena střecha.
Zdevastovaný objekt zakoupila roku 1997 do svého vlastnictví obec Nižbor. Počátkem nového tisíciletí prošel zámek rekonstrukcí v hodnotě 14 milionů Kč uvolněných z prostředků kraje a v roce 2004 v něm byla otevřena multimedální expozice s Informačním centrem keltské kultury. Na zámku je stálá expozice o životě Keltů, jejich řemeslech, bozích a válkách.

## Stavební podoba

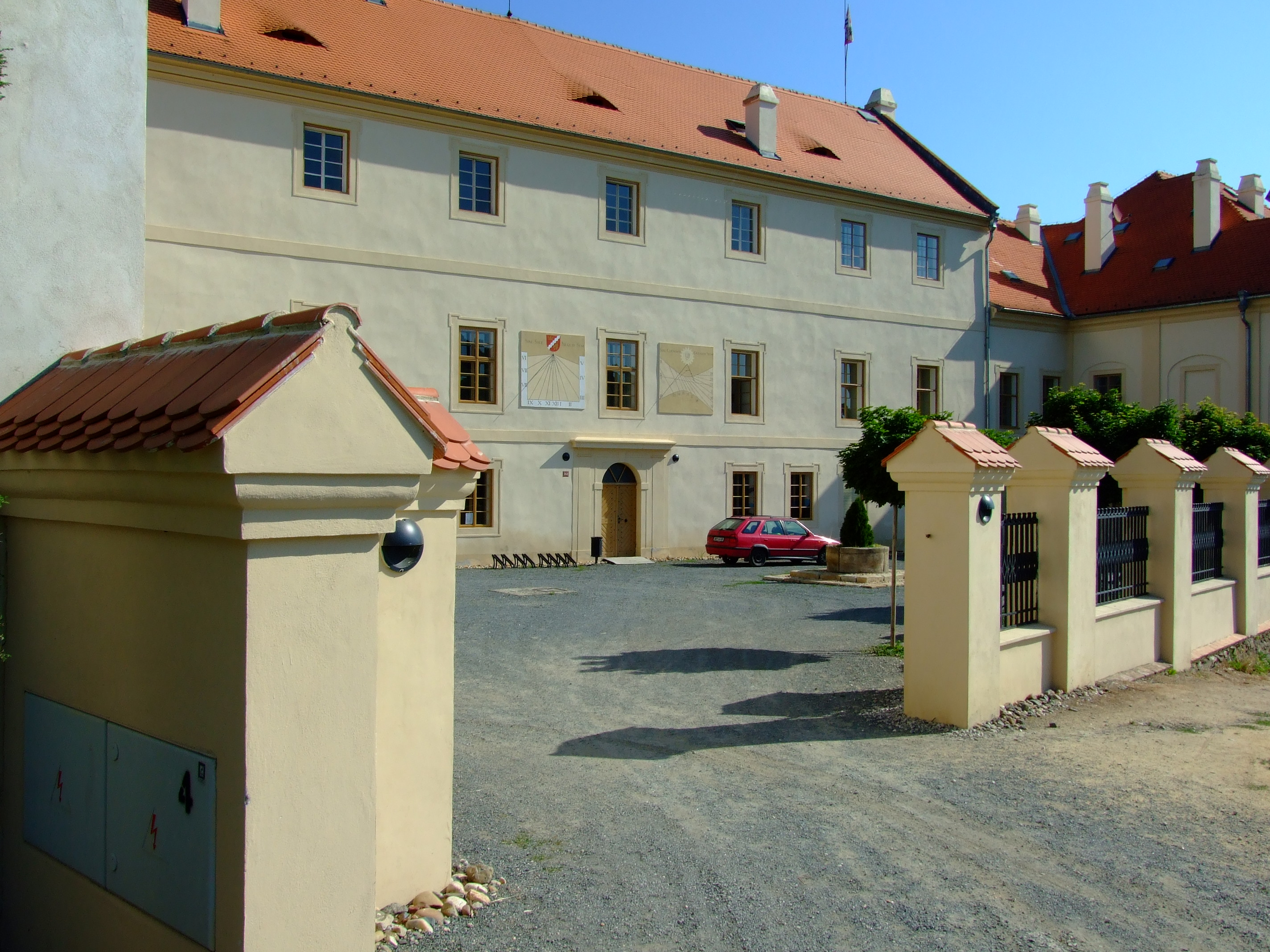
Nádvoří

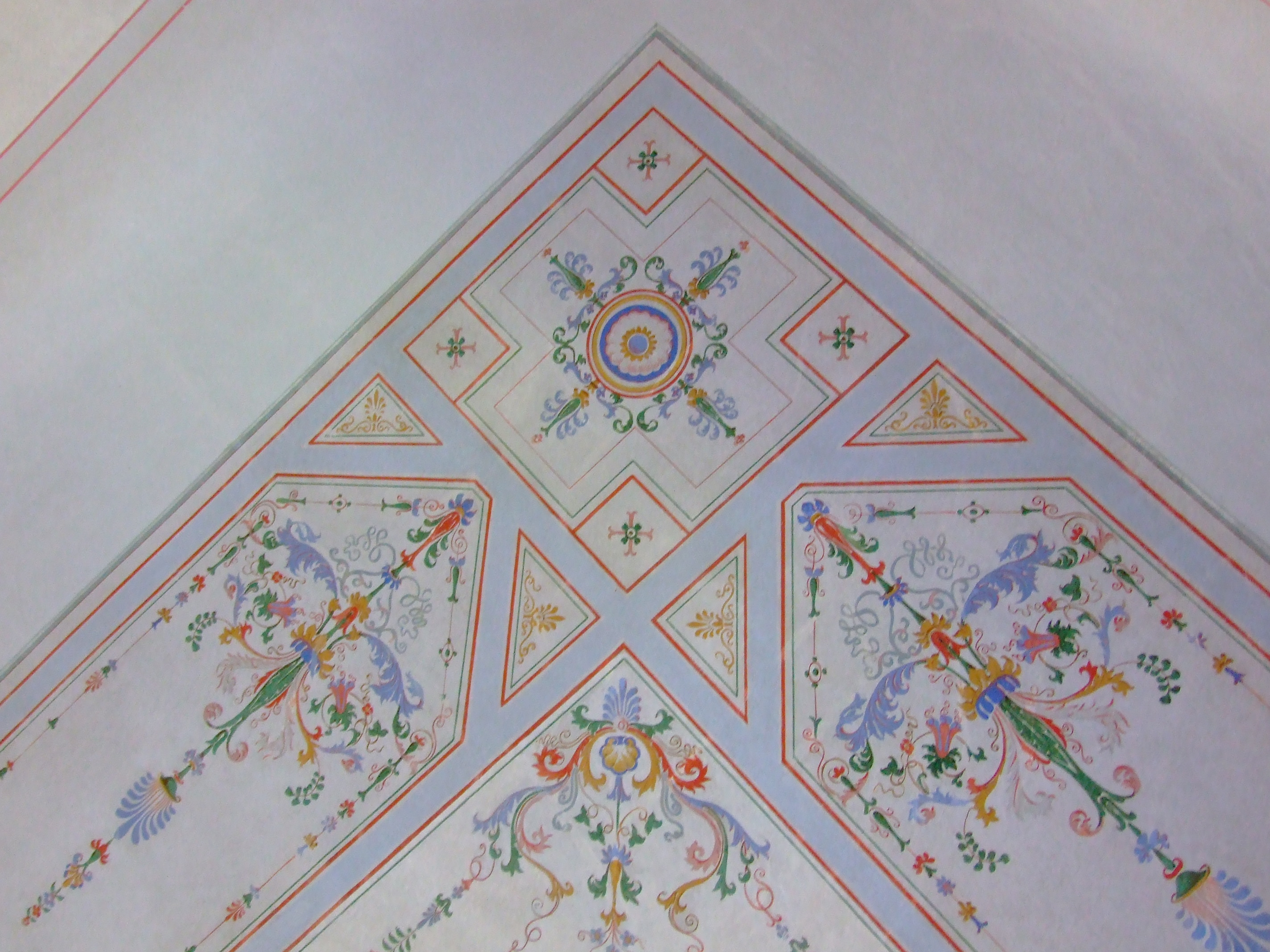
Nástropní malba

Dvoudílný hrad byl postaven na klesající ostrožně nad soutokem Berounky a Habrového potoka. Vzhledem k většímu počtu ikonograficky doložených věží zřejmě patřil k nepochopeným ukázkám hradů kastelového typu, protože flankovací možnosti věží byly velmi omezené.
Původní podobu hrady zakryly mladší přestavby a určité informace o ní známe díky historickým vyobrazením. Podle jednoho z nich víme o věži, která stávala v nároží nad řekou v přední části hradu. Na severní straně se zde také částečně dochovala obvodová hradba a byla identifikována záchodová věž.
V hradním jádře stávaly původně dva paláce, z nichž se částečně dochoval pouze severní, ve kterém býval velký sál osvětlený velkými kružbovými okny. Podle starých kreseb stávala v jeho severozápadním nároží okrouhlá věž. Na východní straně na palác navazuje ve spodní části dochovaná okrouhlá flankovací věž a výstavná polygonální kaple. Předpokládaný parkán, který kapli snad obepínal, nebyl doložen. Průzkum severní strany paláce odhalil, že jeden z mohutných opěráků byl původně další záchodovou věží.
Protější jižní stranu nádvoří uzavíral druhý palác, který se směrem ke kapli mírně zužoval a jeho východní polovina byla rozdělena nejméně na tři místnosti. Palác zanikl díky nestabilnímu podloží nejspíše již ve čtrnáctém století, ale jeho vnější obvodová zeď byla opravena a využita jako hradba. Archeologický výzkum také odhalil, že terén druhého nádvoří byl svažitý a jeho západní část leží dva až tři metry pod středověkou úrovní. Ověřil také dřívější existenci šíjového příkopu, polohu brány a věže v severozápadním nároží přední části hradu. Část příkopu byla během barokních úprav využita k vybudování sklepů pod nově postavenými budovami.

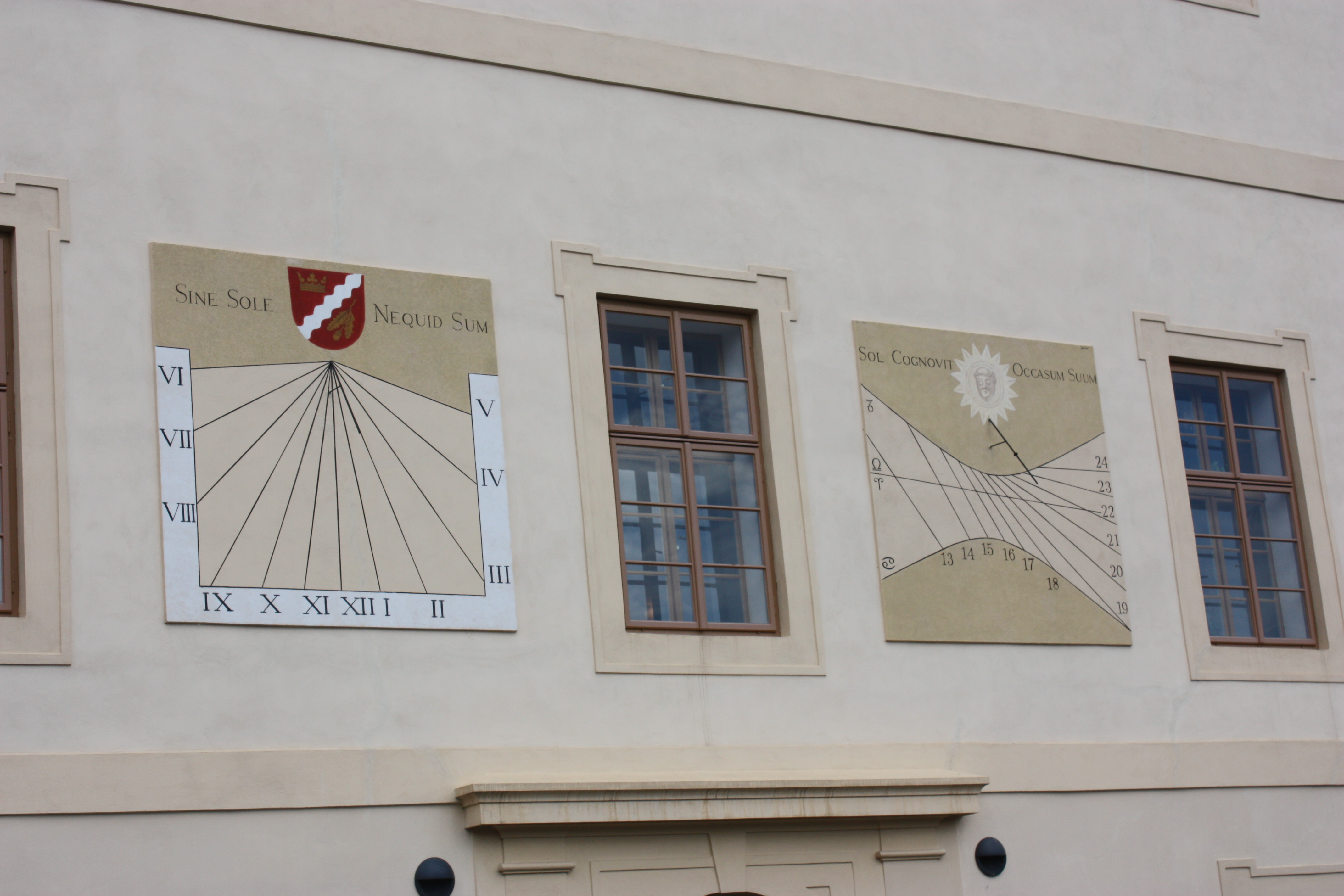
Sluneční hodiny

Na nádvoří se nachází dvoje sluneční hodiny. Hodiny vlevo ukazují pravý místní čas a zdobí je latinský nápis Sine sole nequid sum, v českém překladu Bez slunce nejsem ničím. Hodiny vpravo ukazují tzv. staročeský čas, tedy dobu, která uplynula od západu slunce předchozího dne. Na hodinách je latinský nápis Sol cognovit occasum suum, to znamená Slunce si odpočítalo svůj západ. V dlažbě je vyznačen poledník, na který upozorňuje jednoduchá tabulka s nápisem Po této přímce prochází 14. poledník V.Z.D. Na východní straně zámku se nachází kostel Povýšení svatého Kříže, který roku 1724 barokně přestavěl František Maxmilián Kaňka. Stojí na okraji skály nad raně gotickou kaplí ze třináctého století. Zámecká kaple byla původně zasvěcena svaté Kateřině.